# Palace Hotel
Palace Hotel – polski film psychologiczny z 1977 roku w reżyserii Ewy Kruk, zrealizowany na podstawie powieści Stanisława Dygata Dworzec w Monachium. Zdjęcia kręcono w Berlinie, Konstancji i Sopocie.

## Obsada aktorska
- Wojciech Pokora – Władysław Lenka, reżyser filmowy
- Zdzisław Wardejn – Ignac Chodkiewicz, przyjaciel Lenki
- Jerzy Bończak – fotoreporter Kurt
- Magdalena Cwenówna – dziewczyna w filmie Lenki
- Maciej Damięcki – Malinowski, kolega Lenki z redakcji
- Krystyna Feldman – staruszka na dworcu
- Jerzy Karaszkiewicz – Kotarek, członek redakcji
- Wanda Koczeska – pani Lacoste
- Krzysztof Kolberger – główny bohater filmu Lenki
- Janusz Kubicki – redaktor naczelny
- Anna Milewska – Suzanne
- Leon Niemczyk – pan Lacoste, właściciel walizki
- Hanna Orsztynowicz – bohaterka filmu Lenki, śpiewająca piosenkę